# India ai XX Giochi olimpici invernali
L'India ha partecipato ai XX Giochi olimpici invernali di Torino, che si sono svolti dal 10 al 26 febbraio 2006, con una delegazione di quattro atleti.

## Sci alpino
| Gara    | Atleta   | 1° manche | 2° manche  | Tempo totale | Posizione |
| ------- | -------- | --------- | ---------- | ------------ | --------- |
| Gigante | Hira Lal | 1'17"15   | non finito |              |           |

| Gara    | Atleta     | 1° manche | 2° manche | Tempo totale | Posizione |
| ------- | ---------- | --------- | --------- | ------------ | --------- |
| Slalom  | Neha Ahuja | 55"45     | 1'00"71   | 1'56"16      | 51        |
| Gigante | Neha Ahuja | 1'15"59   | 1'25"72   | 2'41"31      | 42        |

## Sci di fondo
| Gara        | Atleta        | Qualificazioni | Qualificazioni | Quarti di finale | Quarti di finale | Semifinali | Semifinali | Finale | Finale    |
| Gara        | Atleta        | Tempo          | Pos.           | Tempo            | Pos.             | Tempo      | Pos.       | Tempo  | Posizione |
| ----------- | ------------- | -------------- | -------------- | ---------------- | ---------------- | ---------- | ---------- | ------ | --------- |
| Individuale | Bahadur Gupta | 2'43"30        | 78             | Non qualificato  | Non qualificato  |            |            |        | 78        |

## Slittino
| Gara             | Atleta         | Manche 1 | Manche 2 | Manche 3 | Manche 4 | Totale   | Posizione |
| ---------------- | -------------- | -------- | -------- | -------- | -------- | -------- | --------- |
| Singolo maschile | Shiva Keshavan | 53"729   | 52"972   | 52"696   | 52"540   | 3'31"937 | 25        |